# Narycia fumicoma
Narycia fumicoma är en fjärilsart som beskrevs av Edward Meyrick 1922. Narycia fumicoma ingår i släktet Narycia och familjen säckspinnare. Inga underarter finns listade i Catalogue of Life.